# 鹿松露科
鹿松露科（学名：Elaphomycetaceae），是散囊菌目下的一个属。  

## 下属分类
- 鹿松露属 Elaphomyces
- Pseudotulostoma